# Santo Domingo de los Colorados
Santo Domingo de los Colorados, được gọi đơn giản là Santo Domingo, là một thành phố của Ecuador. Thành phố Santo Domingo de los Colorados là tỉnh lỵ tỉnh Santo Domingo de los Tsáchilas. Dân số thành phố Santo Domingo de los Colorados theo điều tra năm 2010 là 305.000 người. Đây là thành phố lớn thứ 4 theo dân số của Ecuador.
Santo Domingo de los Colorados thủ phủ của tổng mang tên của nó. Thành phố là trung tâm thương mại và công nghiệp quan trọng và vốn của tỉnh Santo Domingo de los Tsáchilas.
Santo Domingo là nằm ở khoảng 133 km về phía Tây của Quito ở độ cao 625 m. Santo Domingo nằm ở phía tây chân núi Andes. Nó là điểm dừng quan trọng trên con đường từ Quito đến bờ biển Thái Bình Dương. Thành phố này cũng kết nối các thành phố vùng đồng bằng như Quevedo, Chone, và Quinindé.
Santo Domingo có khí hậu nhiệt đới ẩm. Nhiệt độ trung bình di chuyển khoảng 71 độ F [4]. Cũng giống như nhiều thành phố khác ở phía bên này của lũ lụt Andes một cách dễ dàng. Đường giao thông giữa Quito, thành phố ven biển như Esmeraldas và Manta thường rửa ra và yêu cầu làm việc thường xuyên.
Thành phố là thủ phủ của Giáo phận Công giáo La Mã Santo Domingo de los Colorados.